# Joseph Sweeney
Joseph Sweeney (Filadélfia, 26 de julho de 1884 – Nova Iorque, 25 de novembro de 1963) ator estadunidense cujo papel mais famoso foi o do jurado número 9 no filme 12 Angry Men, de 1957.

## Filmografia selecionada
- 12 Angry Men (1957)
- The Man in the Gray Flannel Suit (1956)
- The Fastest Gun Alive (1956)
- Soak the Rich (1936)